# バークホルデリア科
バークホルデリア科（バークホルデリアか、Burkholderiaceae）は真正細菌Pseudomonadota門ベータプロテオバクテリア綱バークホルデリア目の科の一つである。メンバーは非常に多様な環境に生息しており、これまでにイネ等植物の根圏、水圏、硫化水素を含む温泉、草や菌類、昆虫腸内、繊毛虫及び線虫細胞内、土壌、鉄鉱石、活性汚泥、ヒト口腔から分離されている。偏性好気性及び通性嫌気性の化学合成有機栄養細菌並びに偏性及び通性化学合成無機栄養細菌を含む。自然及び農業環境だけでなく臨床現場でも出現し、日和見感染性のヒト、動物及び植物病原体が含まれ、例えば鼻疽菌（Burkholderia mallei）や類鼻疽菌（Burkholderia pseudomallei）がある。そのほか、根粒菌、難分解性の有害物質（生体異物及び環境汚染物質）の潜在的な生分解者、有用有機物の産生菌も含まれる。鱗を食するメダカ科魚類のpupfish（Cyprinodon desquamator）の腸内に豊富に存在すること、それは一般的な実験用飼料を与えていた後でも変わらないことが確認されており、鱗の消化を補助する可能性が示唆されている(Heras & Martin 2022)。

## 下位分類（属）
バークホルデリア科は以下の属を含む(2024年6月現在)。
- Burkholderia（バークホルデリア属）タイプ属

Yabuuchi et al. 1993(IJSEMリストに記載 1993)、修正　Gillis et al. 1995 (IJSEMリストに記載 1995)、修正　Sawana et al. 2014 (IJSEMリストに記載 2015)、修正　Dobritsa & Samadpour 2019 (IJSEMリストに記載 2019)
ガンマプロテオバクテリア綱のPseudomonas（シュードモナス属）に分類されていた6種が1993年に再分類されてバークホルデリア科が誕生した。その後もメンバーは増え、類鼻疽菌であるBurkholderia pseudomallei（バークホルデリア・シュードマレイ）のほか、Burkholderia cepacia（バークホルデリア・セパシア、タイプ種）、Burkholderia multivorans（バークホルデリア・マルチボランス）、Burkholderia mallei（バークホルデリア・マレイ）など多くの種を含む。一部はその後さらに分類しなおされ、Ralstonia（ラルストニア属）やCupriavidus（クプリビダス属）、Pandoraea（パンドラエア属）などに移っている。
- Caballeronia

Dobritsa & Samadpour 2016 (IJSEMリストに記載 2016)
Caballeronia glatheiなど多くの種を含む。クロマツと共生している菌根性きのこに対して特異的に菌糸生育を促進する作用を有し、ショウロ栽培への利用が研究されている。Coreoidea（ヘリカメムシ上科）と共生する腸内細菌群であることでもしられている。
- Chitinasiproducens

Madhaiyan et al. 2020 (IJSEMリストに記載 2020)
シンガポールで栽培されていたアブラヤシから単離されたChitinasiproducens palmaeのみで構成される。
- Chitinimonas（キチニモナス属）

Chang et al. 2004 (IJSEMリストに記載 2004)、修正　Kim et al. 2006 (IJSEMリストに記載 2006)
キチン分解活性を持つ好気性菌。Chitinimonas taiwanensis（キチニモナス・タイワネンシス）などを含む。
- Cupriavidus（カプリアビダス属）

Makkar & Casida 1987、修正　Vandamme & Coenye 2004 (IJSEMリストに記載 2005
Cupriavidus necator（カプリアビダス・ネカトル）やCupriavidus metallidurans（カプリアビダス・メタリデュランス）など多くの種を含む。多様な酵素を産生することで知られており、様々な有用な酵素及びその酵素反応産物を得ることを目的に研究されている。例えば、L-スレオニン脱水素酵素、光学活性アミノ酸、光学活性カルボン酸、ポリヒドロキシアルカン酸などがある。また、その酵素活性の豊富さゆえに難分解性の化学物質で汚染された土壌や地下水の環境浄化への応用も期待されている。例えば、石油系炭化水素類、特にベンゼン、トルエン、キシレン等の芳香族炭化水素類に対する分解能力が高いことが判明しており、石油で汚染された土壌や地下水などへの応用や、ディルドリンやエンドリンなどのドリン系農薬化合物を分解できる数少ない微生物としてそれら農薬残留農地への応用などが研究されている。
- Ephemeroptericola（エフェメロプテリコーラ属）

Kim et al. 2019 (IJSEMリストに記載 2019)
水生昆虫Cincticostella levanidovae（カスタネアマダラカゲロウ）の腸から分離されたEphemeroptericola cinctiostellaeのみを含む。
- Formosimonas

Chen et al. 2017 (IJSEMリストに記載 2017)
台湾の湖の淡水から分離されたFormosimonas limnophilaのみを含む。
- Hydromonas（ハイドロモナス属）

Vaz-Moreira et al. 2015 (IJSEMリストに記載 2016)
ポルトガル北部のドウロ川淡水から分離された嫌気性菌Hydromonas duriensisのみを含む。
- Lautropia（ロートロピア属）

Gerner-Smidt et al. 1995 (IJSEMリストに記載 1995)
ヒト口腔内に生息する通性嫌気性菌Lautropia mirabilis（ロートロピア・ミラビリス）のみを含む。
- Limnobacter（リムノバクター属）

Spring et al. 2001 (IJSEMリストに記載 2001)、修正　Lu et al. 2011 (IJSEMリストに記載 2001)、修正　Nguyen & Kim 2017 (IJSEMリストに記載 2018)
淡水湖から発見された偏性好気性チオ硫酸塩酸化細菌Limnobacter thiooxidans（リムノバクター・チオオキシダンス）などを含む。
- Mycetohabitans

Estrada-de Los Santos et al. 2018 (IJSEMリストに記載 2018)
好気性菌のMycetohabitans endofungorumとMycetohabitans rhizoxinicaのみを含む。
- Mycoavidus

Ohshima et al. 2016 (IJSEMリストに記載 2016)
ケカビ亜門（Mucoromycotina）菌類であるMortierella（クサレケカビ）内生細菌Mycoavidus cysteinexigensのみを含む。
- Pandoraea（パンドラエ属）

Coenye et al. 2000 (IJSEMリストに記載 2000)、修正　Jeong et al. 2016 (IJSEMリストに記載 2016)
嚢胞性線維症患者の喀痰及び土壌から分離されたPandoraea apista（パンドレア・アピスタ）など多くの種を含む。臨床検体だけでなく、硫化物を含む堆積物の上の酸素水層、根圏土壌、畑地土壌、鶏糞などの環境サンプルからも単離されている。病原菌としての医学研究だけでなく、女性ホルモン物質や芳香族炭化水素といった環境汚染物質に対する分解能や二酸化炭素を有用物質に返還する炭酸固定能力を応用しようとする研究も行われている。
- Paraburkholderia（パラバークホルデリア属）

Sawana et al. 2015 (IJSEMリストに記載 2015)、修正　Dobritsa & Samadpour 2016 (IJSEMリストに記載 2016)
Paraburkholderia graminisなど多くの種を含む。ショウロと内生共生しその生育を促進する。
- Parachitinimonas（パラキチニモナス属）

Wang et al. 2024 (IJSEMリストに記載 2024)
偏性好気性糸状菌Parachitinimonas caeni（パラキチニモナス・カエニ）のみを含む。下水処理場の活性汚泥から発見された。
- Pararobbsia

Lin et al. 2020 (IJSEMリストに記載 2020)
森林土壌より単離された好気性菌であるRobbsia andropogonisとRobbsia betulipollinisのみを含む。
- Paucimonas（パウシモナス属）

Jendrossek 2001 (IJSEMリストに記載 2001)
好気性菌Paucimonas lemoignei（パウシモナス・レモイグネイ）のみを含む。
- Polynucleobacter（ポリヌクレオバクター属）

Heckmann & Schmidt 1987、修正　Hahn et al. 2009 (IJSEMリストに記載 2009)
Polynucleobacter necessariusなど多くの種を含む。P. necessariusは、Euplotes属繊毛虫の細胞質にオミクロンとして存在する偏性内部共生株と、淡水の湖沼や河川に生息する自由生活株の両方を有する。
- Quisquiliibacterium

Felföldi et al. 2017 (IJSEMリストに記載 2017)
活性汚泥から単離された好気性菌Quisquiliibacterium transsilvanicumのみを含む。
- Ralstonia（ラルストニア属）

Yabuuchi et al. 1996 (IJSEMリストに記載 1996)
Ralstonia solanacearum（ラルストニア・ソラナケアルム）は青枯病菌として知られている。Ralstonia taiwanensisはベータプロテオバクリア綱において最初に発見された根粒菌及び窒素固定菌である。
- Robbsia

Lopes-Santos et al. 2017 (IJSEMリストに記載 2017)
Robbsia andropogonisは植物病原菌であり、シュッコンカスミソウ斑点細菌病の原因菌である。
- Thermothrix（サーモスリクス属）

Caldwell et al. 1981 (IJSEMリストに記載 2017)
温泉に生息する好熱性硫黄酸化細菌。通性嫌気性化学合成従属栄養菌Thermothrix thiopara（サーモスリクス・チオパラ）と好気性化学合成独立栄養菌Thermothrix azorensis（サーモスリクス・アゾレンシス）のみを含む。
- Trinickia

Estrada-de Los Santos et al. 2018 (IJSEMリストに記載 2018)
好気性菌。Trinickia caryophylliは植物病原菌であり、スターチスやカーネーションなどの萎凋細菌病の原因菌である。
- Wautersia（ワウテルシア属）

Vaneechoutte et al. 2004 (IJSEMリストに記載 2004)
好気性菌Wautersia eutropha（ワウテルシア・ユートロファ）のみを含む。共重合ポリエステルの製造への応用が研究されている。
- Zeimonas

Lin et al. 2022 (IJSEMリストに記載 2022)
Zeimonas arviとZeimonas sediminisのみを含む。Z. arviは生体異物やアレロケミカルを分解可能な細菌のスクリーニングで分離され、ビフェニル及びフェノール酸代謝遺伝子を持つ。

### IJSEMに未承認の属
- "Candidatus Aphodousia"

Gilroy et al. 2021 (IJSEMリストに記載 2022)
食用鶏の腸内細菌叢から発見された。"Candidatus Aphodousia faecavium"などを含む。
- "Caenibaculum"

Wang et al. 2020
下水堆積物から単離された"Caenibaculum baiyangdianus"のみを含む。
- "Candidatus Protistibacter"

corrig. Vannini et al. 2013 (IJSEMリストに記載 2020)
"Candidatus Protistibacter heckmannii"のみを含む。Polynucleobacter necessariusと同じくEuplotes属繊毛虫の細胞内偏性内生共生細菌である。
- "Candidatus Xiphinematincola"

Palomares-Rius et al. 2021 (IJSEMリストに記載 2022)
"Candidatus Xiphinematincola pachtaicus"のみを含む。植物寄生性線虫Xiphinemaに感染する偏性内生共生細菌。